# شجرة الحياة (تشريح)
شجرة الحياة (بالإنجليزية: Arbor vitae)‏ هي المادة البيضاء المخيخية، وتسمى بذلك بسبب مظهرها المتفرع الذي يشبه الشجرة. في بعض النواحي تشبه نبات السرخس وتوجد في نصفي الكرة المخية. تجلب المعلومات الحسية والحركية من وإلى المخيخ. تقع شجرة الحياة في عمق المخيخ. تقع داخل شجرة الحياة نوى مخيخية عميقة: المسننة، الكروية، صمية الشكل والأوجية. هذه الهياكل الأربعة المختلفة تؤدي إلى النتوءات الصادرة من المخيخ.

## ذات صلة
كان كتاب جودفري بلونت (شجرة الحياة) الذي أصدر في عام 1899م كتاباً عن طبيعة وتطوير التصوير الخيالي لاستخدام المعلمين والحرفيين.

## صور إضافية
- فيديو تشريحي (1 دقيقة و 14 ثانية). وصف شجرة الحياة.

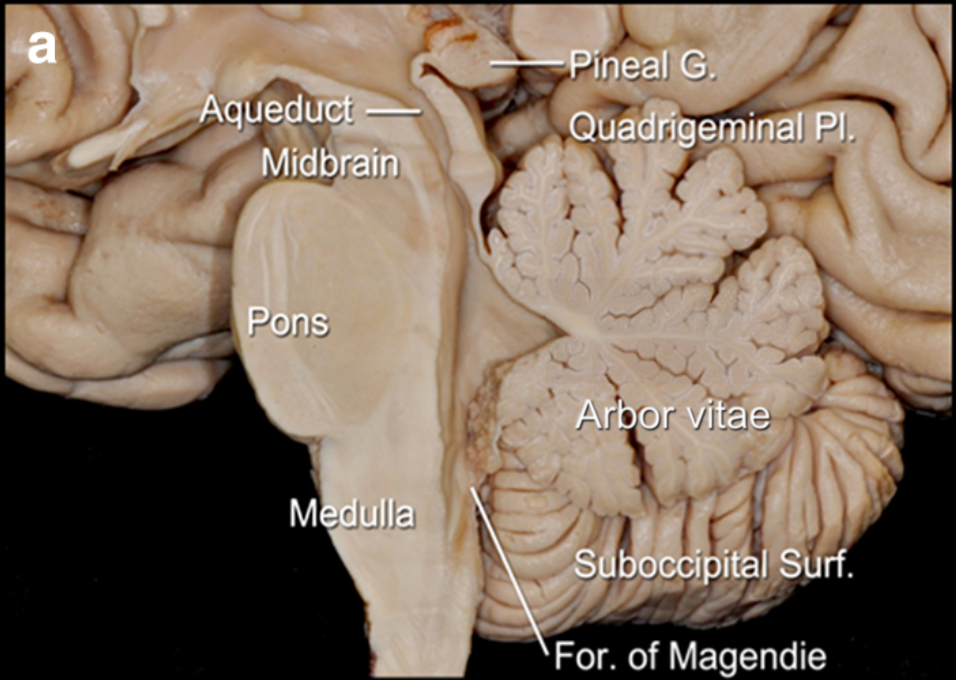
مقطع سهمي ناصف لجذع الدماغ.
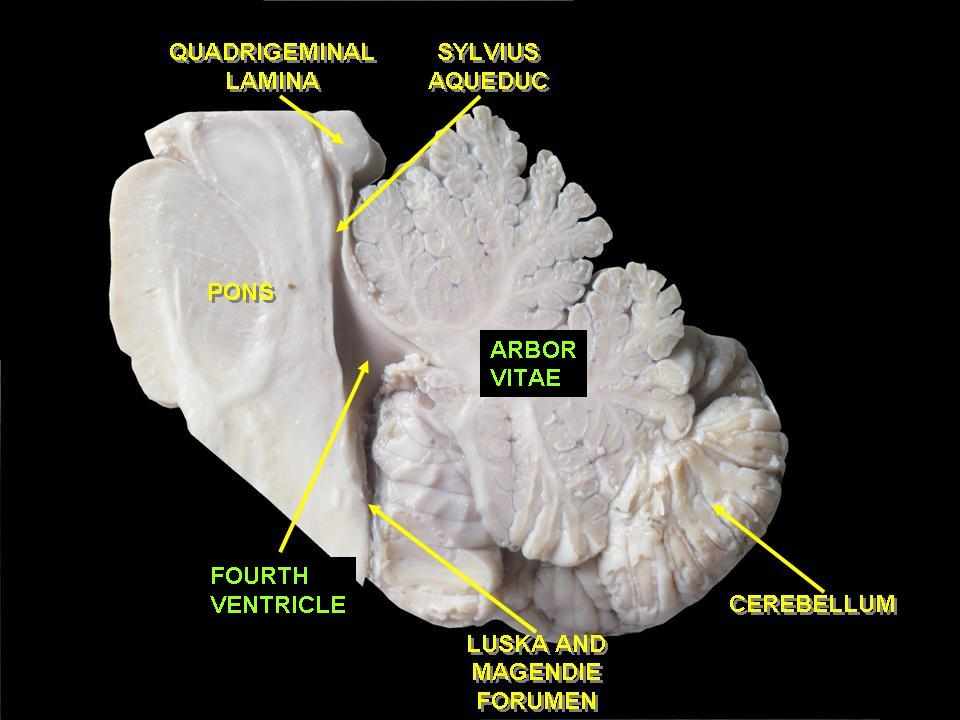
مقطع سهمي ناصف لجذع الدماغ. شجرة الحياة مكتوبة في المركز.
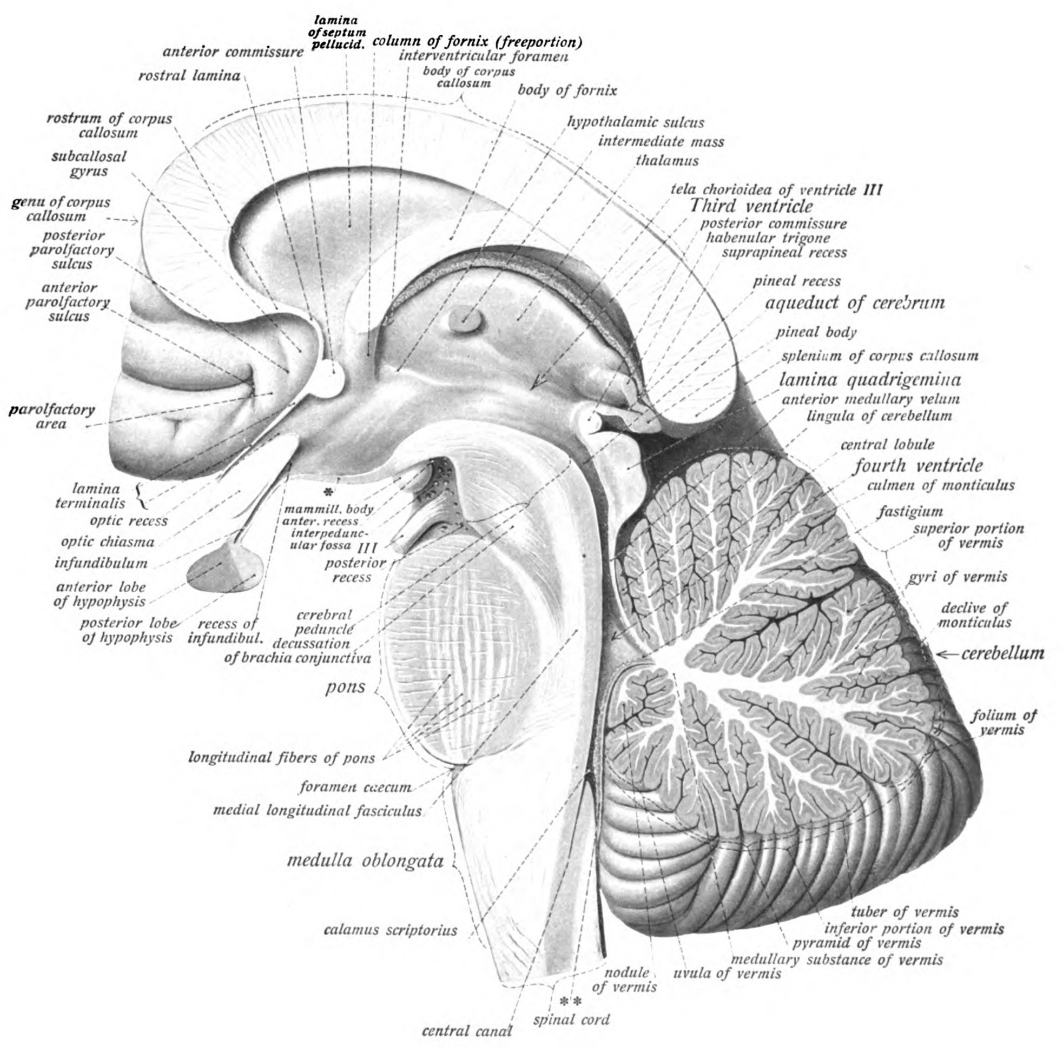
مقطع سهمي ناصف لجذع الدماغ.
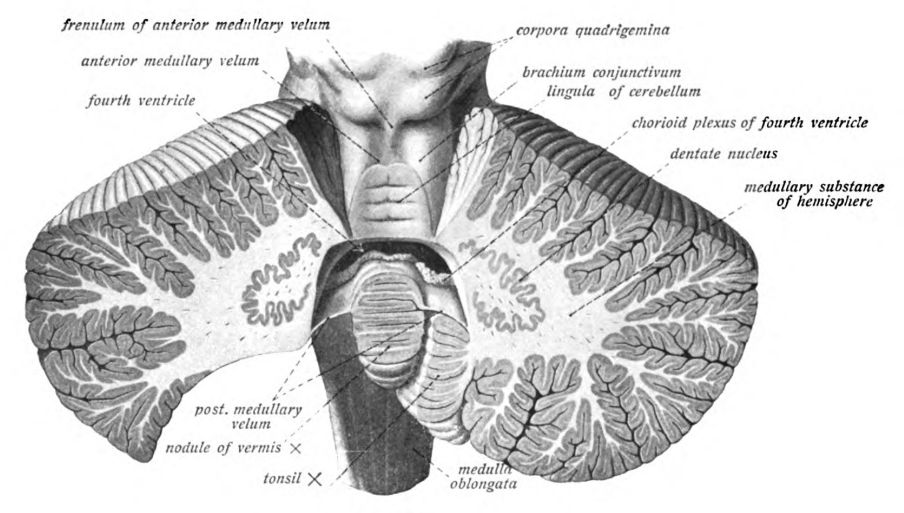
مقطع إكليلي لجذع الدماغ.
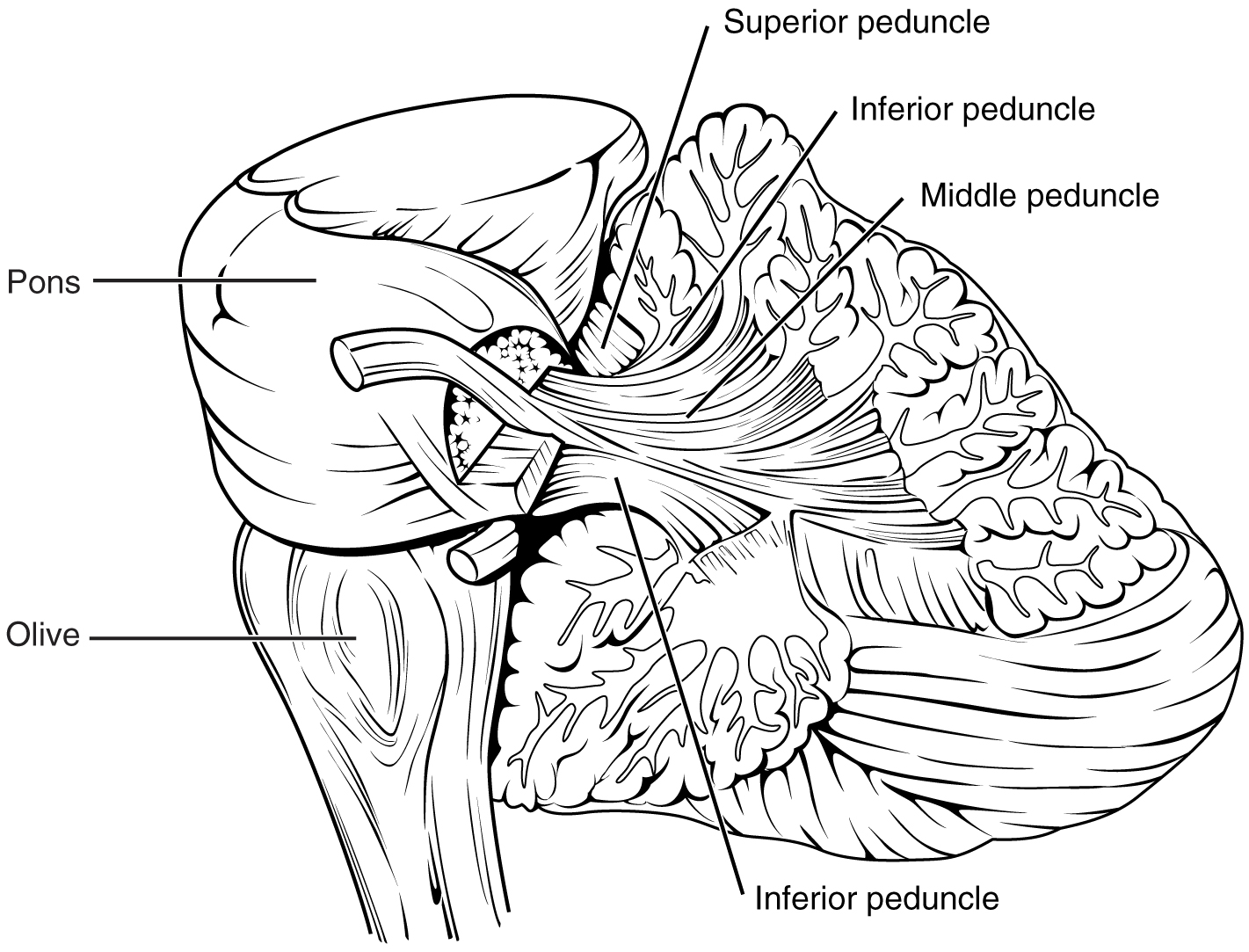
شجرة الحياة وسويقات المخيخ.

## روابط خارجية
- صور ملونة لشريحة دماغ التي تشمل المخيخ في مشروع خرائط الدماغ.